# Copa de China (patinaje artístico)

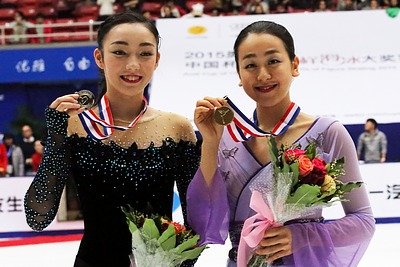
Medallistas de la Copa de China en 2015

La Copa de China es un campeonato internacional de patinaje artístico sobre hielo en categoría sénior organizada por la Federación China de Patinaje. Forma parte de la serie del Grand Prix de patinaje artístico sobre hielo. Los participantes compiten en las disciplinas de patinaje individual femenino, masculino, patinaje en pareja y danza sobre hielo.
La Copa de China tuvo lugar por primera vez en 2003. En 2018 no se celebró la competición debido al acondicionamiento de los recintos deportivos para los Juegos Olímpicos de 2022, y en 2021 y en 2022 el evento fue cancelado por las restricciones y las cuarentenas impuestas durante la pandemia de COVID.

## Medallistas

### Patinaje individual masculino
| Medallistas | Medallistas | Medallistas            | Medallistas         | Medallistas      |
| ----------- | ----------- | ---------------------- | ------------------- | ---------------- |
| Año         | Ubicación   | Oro                    | Plata               | Bronce           |
| 2003        | Pekín       | Timothy Goebel         | Brian Joubert       | Li Chengjiang    |
| 2004        | Pekín       | Jeffrey Buttle         | Li Chengjiang       | Stefan Lindemann |
| 2005        | Pekín       | Emanuel Sandhu         | Stéphane Lambiel    | Andréi Griazev   |
| 2006        | Nankín      | Evan Lysacek           | Serguéi Davydov     | Emanuel Sandhu   |
| 2007        | Harbin      | Johnny Weir            | Evan Lysacek        | Stéphane Lambiel |
| 2008        | Pekín       | Jeremy Abbott          | Stephen Carriere    | Tomáš Verner     |
| 2009        | Pekín       | Nobunari Oda           | Evan Lysacek        | Serguéi Voronov  |
| 2010        | Pekín       | Takahiko Kozuka        | Brandon Mroz        | Tomáš Verner     |
| 2011        | Shanghái    | Jeremy Abbott          | Nobunari Oda        | Song Nan         |
| 2012        | Shanghái    | Tatsuki Machida        | Daisuke Takahashi   | Serguéi Voronov  |
| 2013        | Pekín       | Yan Han                | Maksim Kovtun       | Takahiko Kozuka  |
| 2014        | Shanghái    | Maksim Kovtun          | Yuzuru Hanyu        | Richard Dornbush |
| 2015        | Pekín       | Javier Fernández López | Jin Boyang          | Yan Han          |
| 2016        | Pekín       | Patrick Chan           | Jin Boyang          | Serguéi Voronov  |
| 2017        | Pekín       | Mijáil Kolyada         | Jin Boyang          | Max Aaron        |
| 2019        | Chongqing   | Jin Boyang             | Yan Han             | Matteo Rizzo     |
| 2020        | Chongqing   | Jin Boyang             | Yan Han Chen Yudong |                  |

### Patinaje individual femenino
| Medallistas | Medallistas | Medallistas             | Medallistas        | Medallistas             |
| ----------- | ----------- | ----------------------- | ------------------ | ----------------------- |
| Año         | Ubicación   | Oro                     | Plata              | Bronce                  |
| 2003        | Pekín       | Elena Liashenko         | Yoshie Onda        | Fumie Suguri            |
| 2004        | Pekín       | Irina Slútskaya         | Viktoria Volchkova | Joannie Rochette        |
| 2005        | Pekín       | Irina Slútskaya         | Mao Asada          | Shizuka Arakawa         |
| 2006        | Nankín      | Júlia Sebestyén         | Yukari Nakano      | Emily Hughes            |
| 2007        | Harbin      | Yuna Kim                | Caroline Zhang     | Carolina Kostner        |
| 2008        | Pekín       | Yuna Kim                | Miki Ando          | Laura Lepistö           |
| 2009        | Pekín       | Akiko Suzuki            | Kiira Korpi        | Joannie Rochette        |
| 2010        | Pekín       | Miki Ando               | Akiko Suzuki       | Aliona Leonova          |
| 2011        | Shanghái    | Carolina Kostner        | Mirai Nagasu       | Adelina Sotnikova       |
| 2012        | Shanghái    | Mao Asada               | Yúliya Lipnítskaya | Kiira Korpi             |
| 2013        | Pekín       | Anna Pogorílaya         | Adelina Sótnikova  | Carolina Kostner        |
| 2014        | Shanghái    | Yelizaveta Tuktamýsheva | Yúliya Lipnítskaya | Kanako Murakami         |
| 2015        | Pekín       | Mao Asada               | Rika Hongo         | Yelena Radiónova        |
| 2016        | Pekín       | Yelena Radiónova        | Kaetlyn Osmond     | Yelizaveta Tuktamýsheva |
| 2017        | Pekín       | Alina Zagitova          | Wakaba Higuchi     | Yelena Radiónova        |
| 2019        | Chongqing   | Anna Shcherbakova       | Satoko Miyahara    | Yelizaveta Tuktamýsheva |
| 2020        | Chongqing   | Chen Hongyi             | Angel Li           | Jin Minzhi              |

### Patinaje de parejas
| Medallistas | Medallistas | Medallistas                       | Medallistas                            | Medallistas                             |
| ----------- | ----------- | --------------------------------- | -------------------------------------- | --------------------------------------- |
| Año         | Ubicación   | Oro                               | Plata                                  | Bronce                                  |
| 2003        | Pekín       | Shen Xue / Zhao Hongbo            | Pang Qing / Tong Jian                  | Mariya Petrova / Alekséi Tijonov        |
| 2004        | Pekín       | Shen Xue / Zhao Hongbo            | Zhang Dan / Zhang Hao                  | Valérie Marcoux / Craig Buntin          |
| 2005        | Pekín       | Mariya Petrova / Alexéi Tijonov   | Pang Qing / Tong Jian                  | Dorota Zagórska / Mariusz Siudek        |
| 2006        | Nankín      | Shen Xue / Zhao Hongbo            | Pang Qing / Tong Jian                  | Aliona Savchenko / Robin Szolkowy       |
| 2007        | Harbin      | Pang Qing / Tong Jian             | Keauna McLaughlin / Rockne Brubaker    | Jessica Miller / Ian Moram              |
| 2008        | Pekín       | Zhang Dan / Zhang Hao             | Tatiana Volosozhar / Stanislav Morozov | Pang Qing / Tong Jian                   |
| 2009        | Pekín       | Shen Xue / Zhao Hongbo            | Zhang Dan / Zhang Hao                  | Tatiana Volosozhar / Stanislav Morozov  |
| 2010        | Pekín       | Pang Qing / Tong Jian             | Sui Wenjing / Han Cong                 | Caitlin Yankowskas / John Coughlin      |
| 2011        | Shanghái    | Yuko Kavaguti / Aleksandr Smirnov | Zhang Dan / Zhang Hao                  | Kirsten Moore-Towers / Dylan Moscovitch |
| 2012        | Shanghái    | Pang Qing / Tong Jian             | Yuko Kavaguti / Aleksandr Smirnov      | Ksenia Stolbova / Fiódor Klimov         |
| 2013        | Pekín       | Aliona Savchenko / Robin Szolkowy | Pang Qing / Tong Jian                  | Peng Cheng / Zhang Hao                  |
| 2014        | Shanghái    | Peng Cheng / Zhang Hao            | Yu Xiaoyu / Jin Yang                   | Wang Xuehan / Wang Lei                  |
| 2015        | Pekín       | Yuko Kavaguti / Aleksandr Smirnov | Sui Wenjing / Han Cong                 | Yu Xiaoyu / Jin Yang                    |
| 2016        | Pekín       | Yu Xiaoyu / Zhang Hao             | Peng Cheng / Jin Yang                  | Lubov Ilyushechkina / Dylan Moscovitch  |
| 2017        | Pekín       | Sui Wenjing / Han Cong            | Yu Xiaoyu / Zhang Hao                  | Kirsten Moore-Towers / Michael Marinaro |
| 2019        | Chongqing   | Sui Wenjing / Han Cong            | Peng Cheng / Jin Yang                  | Liubov Ilyushechkina / Charlie Bilodeau |
| 2020        | Chongqing   | Peng Cheng / Jin Yang             | Wang Yuchen / Huang Yihang             | Zhu Daizifei / Liu Yuhang               |

### Danza sobre hielo
| Medallistas | Medallistas | Medallistas                             | Medallistas                          | Medallistas                                  |
| ----------- | ----------- | --------------------------------------- | ------------------------------------ | -------------------------------------------- |
| Año         | Ubicación   | Oro                                     | Plata                                | Bronce                                       |
| 2003        | Pekín       | Tatiana Navka / Román Kostomárov        | Elena Grushina / Ruslan Goncharov    | Isabelle Delobel / Olivier Schoenfelder      |
| 2004        | Pekín       | Tanith Belbin / Benjamin Agosto         | Galit Chait / Serguéi Sakhnovski     | Marie-France Dubreuil / Patrice Lauzon       |
| 2005        | Pekín       | Tatiana Navka / Román Kostomárov        | Galit Chait / Sergéi Sakhnovski      | Megan Wing / Aaron Lowe                      |
| 2006        | Nankín      | Oksana Dómnina / Maksim Shabalín        | Tanith Belbin / Benjamin Agosto      | Yana Jojlova / Serguéi Novitski              |
| 2007        | Harbin      | Tanith Belbin / Benjamin Agosto         | Oksana Dómnina / Maksim Shabalín     | Federica Faiella / Massimo Scali             |
| 2008        | Pekín       | Oksana Dómnina / Maksim Shabalín        | Tanith Belbin / Benjamin Agosto      | Yana Jojlova / Serguéi Novitski              |
| 2009        | Pekín       | Tanith Belbin / Benjamin Agosto         | Yana Jojlova / Serguéi Novitski      | Federica Faiella / Massimo Scali             |
| 2010        | Pekín       | Nathalie Péchalat / Fabian Bourzat      | Yekaterina Bobrova / Dmitri Soloviev | Federica Faiella / Massimo Scali             |
| 2011        | Shanghái    | Yekaterina Bobrova / Dmitri Soloviev    | Maia Shibutani / Alex Shibutani      | Pernelle Carron / Lloyd Jones                |
| 2012        | Shanghái    | Nathalie Péchalat / Fabian Bourzat      | Yekaterina Bobrova / Dmitri Soloviev | Kaitlyn Weaver / Andrew Poje                 |
| 2013        | Pekín       | Nathalie Péchalat / Fabian Bourzat      | Yekaterina Bobrova / Dmitri Soloviev | Madison Chock / Evan Bates                   |
| 2014        | Shanghái    | Gabriella Papadakis / Guillaume Cizeron | Maia Shibutani / Alex Shibutani      | Anna Cappellini / Luca Lanotte               |
| 2015        | Pekín       | Anna Cappellini / Luca Lanotte          | Madison Chock / Evan Bates           | Yelena Ilinyj / Ruslan Zhiganshin            |
| 2016        | Pekín       | Maia Shibutani / Alex Shibutani         | Kaitlyn Weaver / Andrew Poje         | Aleksandra Stepanova / Iván Bukin            |
| 2017        | Pekín       | Gabriella Papadakis / Guillaume Cizeron | Madison Chock / Evan Bates           | Yekaterina Bobrova / Dmitri Soloviov         |
| 2019        | Chongqing   | Victoria Sinitsina / Nikita Katsalapov  | Madison Chock / Evan Bates           | Laurence Fournier Beaudry / Nikolaj Sørensen |
| 2020        | Chongqing   | Wang Shiyue / Liu Xinyu                 | Chen Hong / Sun Zhuoming             | Ning Wanqi / Wang Chao                       |